# Kanonen- und Schloßberg, Schäfergrund
Das Naturschutzgebiet Kanonen- und Schloßberg, Schäfergrund liegt auf dem Gebiet der Gemeinde Falkenberg (Mark) im Landkreis Märkisch-Oderland und auf dem Gebiet der Gemeinden Hohenfinow und Niederfinow im Landkreis Barnim in Brandenburg.
Das aus zwei Teilflächen bestehende Gebiet mit der Kenn-Nummer 1079 wurde mit Verordnung vom 12. September 1990 unter Naturschutz gestellt. Das rund 90,5 ha große Naturschutzgebiet erstreckt sich südlich des Kernortes Niederfinow, nordöstlich und östlich des Kernortes Hohenfinow und nordwestlich des Kernortes Falkenberg. Am nordwestlichen Rand des nördlichen Teilgebietes verläuft die Landesstraße L 29 und am südlichen Rand des südlichen Teilgebietes die B 167. Nördlich des Gebietes fließt der Finowkanal.

## Bedeutung
Das Gebiet wird „zur Erhaltung und Förderung von Lebensstätten bedrohter Tier- und Pflanzenarten, insbesondere der Lebensgemeinschaften der Trockenrasen in den zwei Gebieten“ als Naturschutzgebiet unter Schutz gestellt.